# Stanowiska (Włoszczowa)
Pour l’article homonyme, voir Stanowiska (Końskie).
Stanowiska est une localité polonaise de la gmina de Kluczewsko, située dans le powiat de Włoszczowa en voïvodie de Sainte-Croix.